# Лав Ђакон
Лав Ђакон је био византијски клирик и историчар из друге половине 10. века и почетка 11. века.
Био је ђакон капеле при царском двору у Цариграду. Саставио је Историју у коме је описао период од доласка на престо Романа II 959. до смрти Јована I Цимискија 976, уз неколико пасуса о догађајима из 986. када је Василије II покушао да опседне Софију и преотме је од цара Самуила. Опис похода из 986. представља извор првог реда пошто је сам аутор пратио цара у том подухвату. Лав Ђакон такође помиње и Самуилово освајање Верије 989. године у једној краткој белешки.
Пред крај живота постао је епископ у малоазијској области Карији.